# Crocifisso (Giovanni da Gaeta)
Il Crocifisso è una croce opistografa e sagomata a tempera su tavola (272x177,5 cm) di Giovanni da Gaeta, databile agli anni 1460 circa e conservata nel Museo Diocesano e della Religiosità del Parco dei Monti Aurunci di Gaeta, proveniente dalla vicina ex chiesa di Santa Lucia.

## Storia

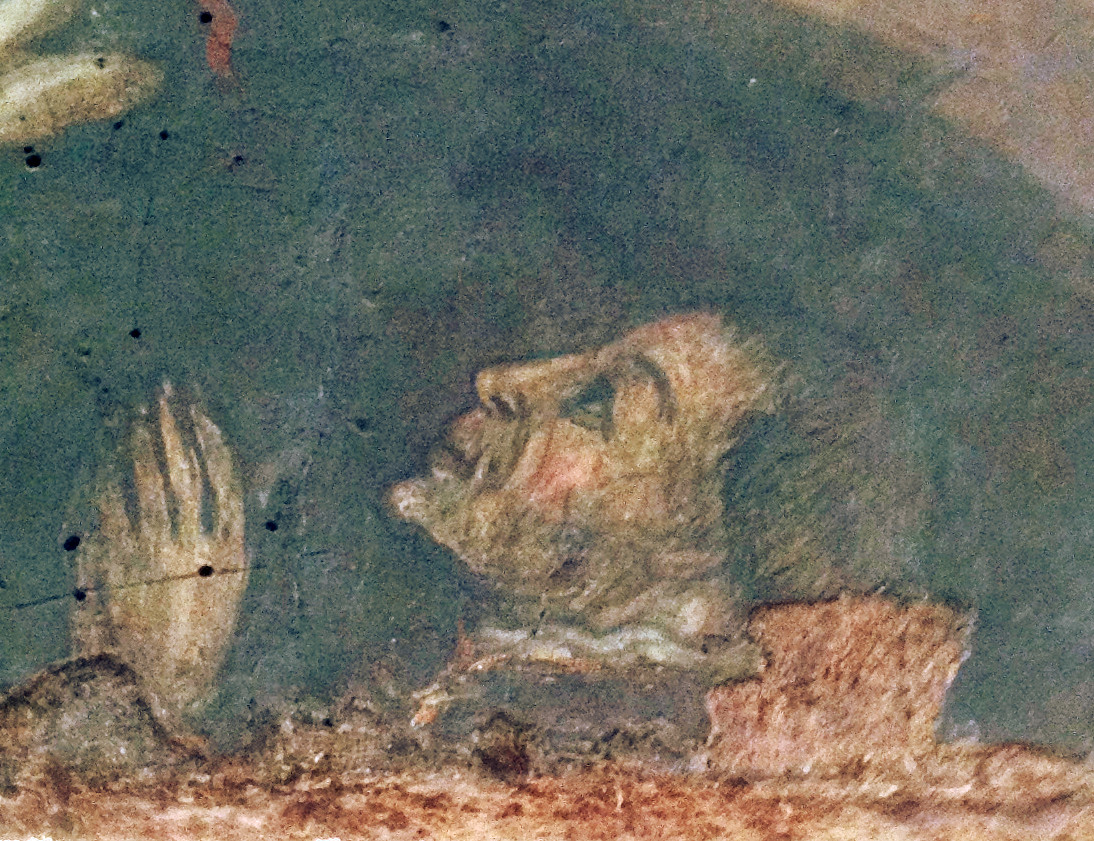
Il committente Giuliano D'Orca, parroco di Santa Maria in Pensulis tra il 1456 e il 1480.

La chiesa di Santa Lucia (a lungo denominata Santa Maria in Pensulis) venne edificata tra l'VIII e il IX secolo lungo l'antico decumano di Gaeta (l'attuale via Ladislao) e fu oggetto di un radicale intervento di ampliamento nell'XI secolo, completato nel XIII con la realizzazione del soffitto a volta. Essa era sede di una delle più antiche parrocchie della città e, durante la permanenza a Gaeta di Ladislao di Durazzo, re di Napoli, (1387-1399), svolse la funzione di cappella palatina.
Nel 1456 venne dipinto, su commissione del parroco Giuliano D'Orca, un trittico per l'altare maggiore raffigurante l'Incoronazione della Vergine tra santi; l'autore fu il pittore locale Giovanni da Gaeta, la cui opera più antica è un lacerto di affresco raffigurante l'Annunciazione e San Giovanni Battista all'interno della chiesa di San Giovanni a Carbonara a Napoli, eseguito tra il 1433 e il 1440 come assistente di Leonardo da Besozzo. Lo stesso artista realizzò per la chiesa un crocifisso dipinto sagomato nel corso del decennio successivo.
Non è nota la collocazione originaria del crocifisso di Giovanni da Gaeta; probabilmente stava su un altare laterale della chiesa oppure, essendo l'opera dipinta su ambo i lati, poteva ipoteticamente trovarsi al di sopra di un'eventuale pergula di epoca medioevale, alla quale potrebbero essere afferenti i due plutei già presenti all'interno dell'edificio e dal 2008 concessi in comodato d'uso alla cattedrale di Gaeta, all'interno della quale vennero posti a costituire la parte frontale del presbiterio; L'ultima collocazione del crocifisso all'interno della chiesa fu in controfacciata, al di sopra del portale d'ingresso principale.
A partire dal 1950 iniziò l'allestimento del Museo diocesano nei locali soprastanti l'atrio della cattedrale, che venne completato nel 1956 con l'inaugurazione e l'apertura della pinacoteca. In quello stesso anno vennero rimosse dalla chiesa di Santa Lucia (che verrà sconsacrata nel 1972) entrambe le opere di Giovanni di Gaeta ivi contenute e sottoposte ad un importante intervento di restauro conservativo, condotto in entrambi i casi da Rocco Ventura, al termine del quale vennero esposte permanentemente presso il museo diocesano, anche con gli allestimenti successivi. Dal 2014 al 2018, in seguito all'intervento di radicale restauro che interessò la cattedrale, il crocifisso venne collocato all'interno di essa, sospeso al di sopra del nuovo altare maggiore, all'ingresso dell'abside barocca; attualmente si trova presso il Museo diocesano e della religiosità del parco dei monti Aurunci, nell'attiguo palazzo De Vio. Nel febbraio 2020 è iniziato un nuovo restauro da parte della Soprintendenza Archeologia, Belle Arti e Paesaggio per le province di Frosinone, Latina e Rieti conclusosi nel 2022 con l'esposizione dell'opera presso i Musei di San Domenico a Forlì nell'ambito dell'esposizione temporanea "Maddalena. Il mistero e l'immagine".

## Descrizione

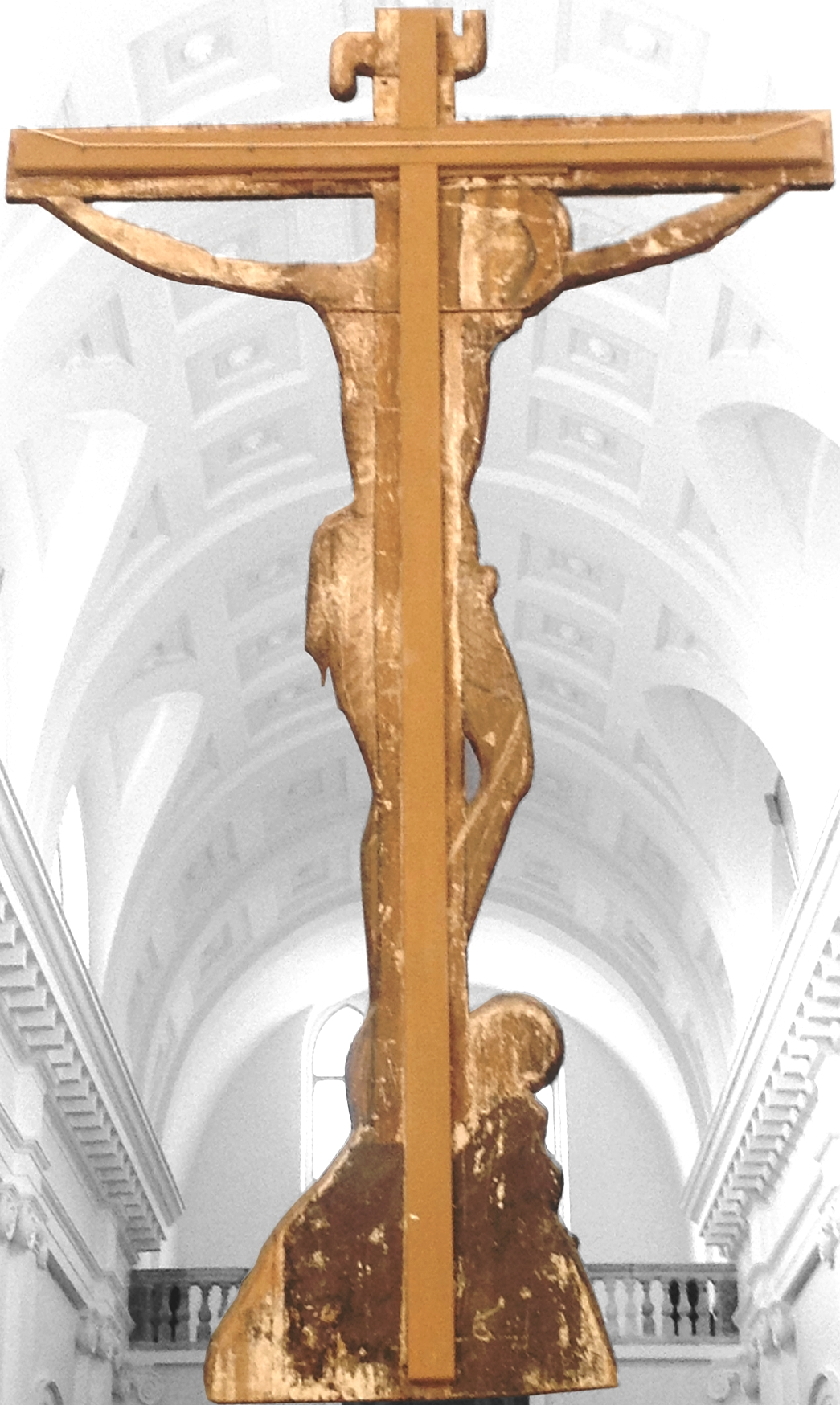
Retro.

Il crocifisso è integralmente originale ed è dipinto su entrambi i lati, dei quali quello anteriore più leggibile rispetto a quello posteriore. L'opera appare attualmente mutila della parte inferiore e delle altre estremità.
Sulla faccia anteriore della tavola vi è il Cristo inchiodato alla croce con il capo reclinato sulla spalla destra e gli occhi socchiusi, il cui corpo scavato è minuziosamente descritto nelle sue varie componenti anatomiche; intorno ai fianchi esso è cinto da un panno drappeggiato di color bianco con due bande verticali oro, che richiama i manufatti della produzione tessile gaetana del XV secolo. La croce, di colore scuro e sormontata dal cartiglio con la dicitura INRI in oro su sfondo rosso, poggia sulla roccia raffigurante la sommità del Calvario, in corrispondenza della quale la tavola si allarga facendo assumere alla base una forma trapezoidale. Ai piedi di Gesù vi è la figura di Maria Maddalena piangente, caratterizzata da una lunga capigliatura bionda che in gran parte cela l'abito nero e il mantello scarlatto di foggia quattrocentesca; attorno all'avambraccio reca arrotolato un velo bianco, secondo la moda dell'epoca di Giovanni da Gaeta. In basso a destra, entro una grotta dai bordi frastagliati, sono raffigurati il cranio e una tibia di Adamo e, all'estremità dell'angolo, il volto e le mani giunte del committente in posizione orante, l'allora parroco di Santa Maria in Pensulis Giuliano D'Orca.
Sul lato posteriore è raffigurata la medesima scena avendo il punto di vista alle spalle della croce, la cui figura occupa gran parte della tavola. A causa delle cattive condizioni di conservazione del dipinto sono visibili solo alcuni particolari, quali il drappeggio del perizoma di Gesù, il profilo della sua testa e la roccia scura del Calvario; il resto appare poco più che abbozzato.

## Stile

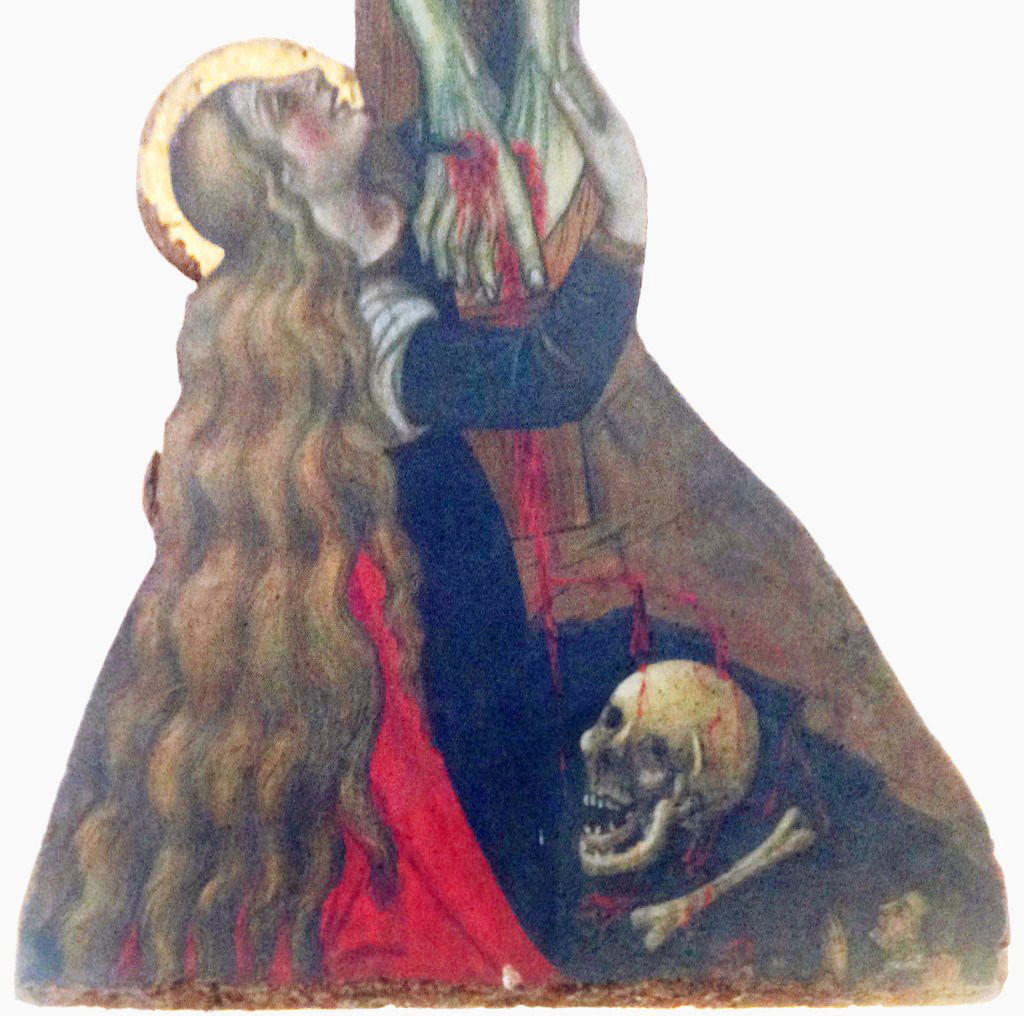
La base con il Calvario, Maria Maddalena, le ossa di Adamo e il committente.

Le croci sagomate e dipinte, all'interno del cui filone va inserito il crocifisso di Giovanni da Gaeta, nascono in ambiente fiorentino (in particolare con i Crocifissi di Lorenzo Monaco) e diventano tipiche della produzione laziale e campana del XV secolo: ne sono esempio quella di grandi dimensioni custodita presso l'abbazia di Montecassino e risalente agli inizi del secolo, e quella coeva custodita presso la chiesa di San Giovanni a Villa in Sessa Aurunca.
La scena è dominata da un forte pathos con una violenta carica psicologica. Il corpo del Christus patiens è descritto con aggressivo realismo e assume una posizione riconducibile alla pittura senese del XIV secolo (che ebbe forti influssi anche nell'area napoletana); è forte il richiamo alla Crocifissione di Luca di Tommè (1366) attualmente presso il Museo nazionale di San Matteo di Pisa,, al Crocifisso con dolenti in umiltà di Paolo di Giovanni Fei (tra il 1360 e il 1410) della Pinacoteca nazionale di Siena, e all'Uomo dei dolori di Roberto d'Oderisio (1354) del Fogg Art Museum di Cambridge (Massachusetts), mediato dagli influssi della pittura marchigiana e umbra (in particolare di quella di Nicolò Alunno, attivo nella seconda metà del XV secolo) per la rigida plasticità della composizione, la crudezza della descrizione dei singoli dettagli e le tinte scure del dipinto, lontane da quelle accese presenti in altre opere di Giovanni da Gaeta. La drammaticità del gesto di Maria Maddalena che cinge i piedi sanguinanti di Gesù con le sue braccia, è un richiamo alla tradizione giottesca, ed è presente nella medesima posizione anche in uno stendardo processionale dell'Alunno; il volto della donna, profondamente realistico, è irrigidito in un'espressione di profondo dolore. Il teschio posto alla base della croce (presente anche nel Crocifisso di Lorenzo Monaco attualmente presso il Museo di belle arti di Budapest e databile al 1415-1425) è invece un elemento tipico dell'iconografia tradizionale della crocifissione, legato alla leggenda secondo cui Cristo sarebbe stato crocifisso al di sopra della grotta luogo della sepoltura di Adamo, facendo così scorrere il suo sangue redentore sulle ossa del progenitore.